# Беране
Беране је град и сједиште истоимене општине у Црној Гори. Један је од највећих градова на сјевероистоку Црне Горе и бивши административни центар некадашњег Иванградског среза. Град лежи на ријеци Лим. Од 1949. до 1992. године носио је име Иванград у част народном хероју Ивану Милутиновићу. Према попису из 2023. било је 9.923 становника, док сама општина има око 25.162 становника што је чини једним од највећих центара у Полимљу.
Током средњовековног периода, простор данашњих Берана је био познат као жупа Будимља, која је имала изузетан духовни, политички и економски значај у великожупанској Србији (крај 11 — почетак 13. вијека) Краљевини Србији (1217—1345) и Српском царству (1345—1371). До 1455. када су Турци заузели град, припадао је средњовјековној Србији. Од Првог српског устанка до коначног ослобођења, борбе против Турака су биле константне. Чувене битке су се водиле између 1825. и 1862. године од којих је најпознатија Битка на Рудешу вођена 7. априла у којој су локални побуњеници побиједили. Беране је коначно ослобођено 1912. године када коначно улази у састав Црне Горе. Град је дијелио судбину са државама у којим се налазио и тешко је оштећен у оба светска рата. Под именом Иванград, доживљавао је просперитет и раст становништва постајући један од југословенских индустријских центара. Иако грађански рат није захватио тадашњу СР Југославију, имао је утицај и на сам град чија је индустрија пропала што се одразило на одлив становништва.
Данас, Беране заједно са општином и остатком севера државе, једно је од најсиромашнијих места у Црној Гори тако да већина становника живи у тешким условима. Упркос томе, град је остао и даље важан образовни, медицински, верски и спортски центар производећи многе успешне појединце у тим категоријама. У њему се налази 13 основних школа, четири средње школе и четири институције вишег образовања. Беране је повезано са остатком земље са два магистрална пута. У њему се налази угашени аеродром који и даље није у употреби упркос многим најавима о могућој ревитализацији. Године 2012. град је обележио 150 година свог званичног постојања и 100 година од придружења Црној Гори.

## Назив
У Средњем вијеку подручје данашњих Берана било је познато као жупа Будимља. Постоје две основне теорије о етимологији речи Беране. Прва каже да назив води порекло од старословенске речи за овна (беран, баран) обзиром на то да се ради о сточарском крају. Друга наводи порекло од турске речи за једну кућу (Бир-хан). Како год, у XIV веку настаје насеље Берансело по коме касније и градско насеље добија име Беране.
У периоду 1949-1992. град је носио назив Иванград у част народном хероју Ивану Милутиновићу.

## Географија

### Положај и пространство
Беране се налази на надморској висини од 640м, на координатама 42° 50′ 41″ северне географске ширине и 19° 52′ 16″ источне географске дужине. Смештено је на североистоку Црне Горе на реци Лим. Има веома повољан саобраћајно-географски положај јер је магистралним путем повезан са централном Србијом, а преко Рожаја и Чакора са Косовом и Метохијом. Долином Лима је такође повезано магистралним путем са јужним дијелом Србије и југозападним дијелом БиХ, а од Бијелог Поља и жељезницом.

### Рељеф
Рељеф Беранске општине формиран је за вријеме тектонских процеса, од прије 50 милиона година у периоду званом терцијар. Беранска котлина настала је спуштањем земљишта дуж тектонског расједа правцем југозапад-сјевероисток. Просијецањем Тивранске клисуре, Беранско језеро отекло је према Бијелом Пољу и послије тога створена је композитна долина ријеке Лим. За вријеме језерске фазе наталожила се огромна количина седименталних стијена чији се трагови могу видјети у дијелу Тивранске клисуре. У саставу Беранске котлине учествују старе палеозојске стијене, тријашки кречњаци (Алпска орогенеза) и Језерски седименти. Језерски седименти се састоје из конгломерата, разнобојних глина, угља и лапорца.
Прорачунате резерве мрког угља на основу досадашњег истраживања износе 170 милиона тона. Беранска котлина се пружа правцем сјевероисток-југозапад у дужини од 9 km, а ширина котлине је од 3-5 km. На десној страни Лима заступљен је рељеф у коме се смјењују заливске долине, заобљена узвишења, међу којима се истичу Јасиковац, Градац и Дапсићко брдо. Рељеф на лијевој обали Лима карактеришу 3 глацијалне терасе које се степенасто дижу: плато главне улице, берански аеродром и Црни врх.

### Клима
Мјерења метеоролошких елемената врше се од 1947. године те климатски подаци одговарају само за градско насеље. У Беранама су заступљена два климатска типа: умерено-континентални (жупски) и планински (алпски) тип климе. Средња годишња температура ваздуха је 10,70С. Најтоплији месец је јул са просечном температуром ваздуха од 20.70С, а најхладнији јануар са просечном температуром од -0,40С. Просјечна годишња количина падавина се креће око 884 мм. На дну Беранске котлине температуре љети могу се попети до 35 °C (26. јули 1953. године); зими температура се може спустити до -30 °C (17. јануар 1985. године).
| Клима Беране (1961–1990, екстреми 1950–данашњица) | Клима Беране (1961–1990, екстреми 1950–данашњица) | Клима Беране (1961–1990, екстреми 1950–данашњица) | Клима Беране (1961–1990, екстреми 1950–данашњица) | Клима Беране (1961–1990, екстреми 1950–данашњица) | Клима Беране (1961–1990, екстреми 1950–данашњица) | Клима Беране (1961–1990, екстреми 1950–данашњица) | Клима Беране (1961–1990, екстреми 1950–данашњица) | Клима Беране (1961–1990, екстреми 1950–данашњица) | Клима Беране (1961–1990, екстреми 1950–данашњица) | Клима Беране (1961–1990, екстреми 1950–данашњица) | Клима Беране (1961–1990, екстреми 1950–данашњица) | Клима Беране (1961–1990, екстреми 1950–данашњица) | Клима Беране (1961–1990, екстреми 1950–данашњица) |
| Показатељ \ Месец                                 | .Јан.                                             | .Феб.                                             | .Мар.                                             | .Апр.                                             | .Мај.                                             | .Јун.                                             | .Јул.                                             | .Авг.                                             | .Сеп.                                             | .Окт.                                             | .Нов.                                             | .Дец.                                             | .Год.                                             |
| ------------------------------------------------- | ------------------------------------------------- | ------------------------------------------------- | ------------------------------------------------- | ------------------------------------------------- | ------------------------------------------------- | ------------------------------------------------- | ------------------------------------------------- | ------------------------------------------------- | ------------------------------------------------- | ------------------------------------------------- | ------------------------------------------------- | ------------------------------------------------- | ------------------------------------------------- |
| Апсолутни максимум, °C (°F)                       | 18,8 (65,8)                                       | 24,1 (75,4)                                       | 26,5 (79,7)                                       | 31,6 (88,9)                                       | 33,9 (93)                                         | 35,2 (95,4)                                       | 38,4 (101,1)                                      | 40,4 (104,7)                                      | 36,8 (98,2)                                       | 32,3 (90,1)                                       | 24,1 (75,4)                                       | 20,2 (68,4)                                       | 40,4 (104,7)                                      |
| Максимум, °C (°F)                                 | 2,7 (36,9)                                        | 5,9 (42,6)                                        | 10,6 (51,1)                                       | 15,2 (59,4)                                       | 20,4 (68,7)                                       | 23,3 (73,9)                                       | 25,9 (78,6)                                       | 26,1 (79)                                         | 22,4 (72,3)                                       | 17,2 (63)                                         | 10,2 (50,4)                                       | 3,4 (38,1)                                        | 15,27 (59,5)                                      |
| Просек, °C (°F)                                   | −2,0 (28,4)                                       | 0,7 (33,3)                                        | 4,5 (40,1)                                        | 8,7 (47,7)                                        | 13,4 (56,1)                                       | 16,4 (61,5)                                       | 18,3 (64,9)                                       | 17,7 (63,9)                                       | 14,0 (57,2)                                       | 9,2 (48,6)                                        | 4,3 (39,7)                                        | −0,5 (31,1)                                       | 8,73 (47,71)                                      |
| Минимум, °C (°F)                                  | −5,9 (21,4)                                       | −3,9 (25)                                         | −0,9 (30,4)                                       | 2,7 (36,9)                                        | 6,4 (43,5)                                        | 9,5 (49,1)                                        | 10,9 (51,6)                                       | 10,3 (50,5)                                       | 7,5 (45,5)                                        | 3,4 (38,1)                                        | 0,0 (32)                                          | −4,2 (24,4)                                       | 2,98 (37,37)                                      |
| Апсолутни минимум, °C (°F)                        | −28,3 (−18,9)                                     | −26 (−15)                                         | −18,6 (−1,5)                                      | −9,2 (15,4)                                       | −4,2 (24,4)                                       | 0,2 (32,4)                                        | 1,2 (34,2)                                        | 2,2 (36)                                          | −6,1 (21)                                         | −7,7 (18,1)                                       | −19,8 (−3,6)                                      | −22,7 (−8,9)                                      | −28,3 (−18,9)                                     |
| Количина падавина, mm (in)                        | 82,7 (3,256)                                      | 65,5 (2,579)                                      | 63,1 (2,484)                                      | 81,9 (3,224)                                      | 70,9 (2,791)                                      | 71,6 (2,819)                                      | 60,5 (2,382)                                      | 60,6 (2,386)                                      | 66,3 (2,61)                                       | 74,9 (2,949)                                      | 114,9 (4,524)                                     | 100,4 (3,953)                                     | 913,3 (35,957)                                    |
| Дани са падавинама (≥ 0.1 mm)                     | 12                                                | 11                                                | 12                                                | 13                                                | 13                                                | 13                                                | 10                                                | 9                                                 | 9                                                 | 9                                                 | 14                                                | 14                                                | 139                                               |
| Релативна влажност, %                             | 83                                                | 78                                                | 73                                                | 70                                                | 70                                                | 71                                                | 69                                                | 70                                                | 76                                                | 78                                                | 81                                                | 85                                                | 75,3                                              |
| Извор: Хидрометеоролошки завод Црне Горе          |                                                   |                                                   |                                                   |                                                   |                                                   |                                                   |                                                   |                                                   |                                                   |                                                   |                                                   |                                                   |                                                   |

## Историја
У средњем вијеку подручје Берана је било познато као жупа Будимља. Та област је вјековима имала изузетан политички, економски и духовни значај, прво у великожупанској Србији (крај 11-почетак 13. вијека), а потом у Краљевини Србији (1217-1345) и Српском царству (1345-1371). Мноштво манастира и цркава у близини града свједоче о богатом духовном животу тадашњих Срба. У Беранама се налази задужбина Немањића Ђурђеви Ступови чијих је 800 година постојања обиљежено 2013. године. Беране је као градско насеље основано у другој половини 19. вијека, тачније 1862. године а за оснивача града се везује име турског војсковође Мехмет-Бега Јајчанина који је био париски ђак. Као оснивач поставио је темеље града са широким улицама неуобичајене структуре за балканске крајеве. Он је наредио војсци да се на лијевој обали Лима, на мјесту гдје се данас налази болница, подигне камена касарна за потребе војне управе. Насеље је почело брзо да се шири, а на десној обали Лима настало је друго насеље у подножју брда Јасиковац, гдје су становали турски официри и чиновници са бројним женама у харемима. По тим харемима је дио вароши назван Хареме и тај назив је остао до данас. Назив Беране води поријекло од старословенске ријечи за овна (беран, баран), с обзиром да се ради о сточарском крају. Још у 14. вијеку настало Берансело, те да је од тога касније и градско насеље добило име Беране. Беране је ослобођено од турске власти у Првом балканском рату, 16. октобра 1912. године када је црногорска војска ушла у град.
Зграда гимназије је завршена 1934, те године је направљен и бановински пут Нови Пазар - Беране.
Од јула 1949. до марта 1992. године град је носио име Иванград, по народном хероју Ивану Милутиновићу (1901—1944).
У 2005. години на сабору у манастиру Житомислић СПЦ је канонизовала Милорада Мацу Вукојичића и Слободана Шиљка, православне свештенике, које је 1945. осудио и стрељао Војни суд команде у Беранама под оптужбом да су суделовали у тешким злочинима над становништвом у Пљевљима 1943. и 1944. године. Посебно су били окрутни према супругама партизана. На ову црквену одлуку реаговале су породице покланих али им је одговорено како је то унутрашња ствар СПЦ. Црногорска телевизија снимила је документарац у којем пљеваљски сведоци причају о ужасним Мациним злочинима.

## Демографија
У насељу Беране живи 8.645 пунолетних становника, а просечна старост становништва износи 34,9 година (33,5 код мушкараца и 36,2 код жена). У насељу има 3.330 домаћинстава, а просечан број чланова по домаћинству је 3,54.
Према подацима Беране је 1872. године имало 410 кућа и 860 становника. 1962. године у градском насељу живјело је 10.600 становника. Већ 1965. године Беране је имало преко 12.000 становника, а 1972. године чак 19.000 становника. Може се закључити да је нагли развој индустрије и фабрика, од 1960—1970. године створило услове за јака миграциона кретања село-град, као што су „Рудник мрког угља“, фабрика целулозе и папира „Беранка“, фабрика коже „Полимка“, фабрика цигле и цријепа „Рудеш“, фабрика кућних апарата „Обод“ итд.
Становништво у овом насељу је мешовито, а у последња два пописа је забележен пад броја становника.
|             | \| Демографија[6] \| Демографија[6] \| Демографија[6] \| \| Година \| Становника \| Становника \| \| -------------- \| -------------- \| -------------- \| \| \| \| \| \| \| \| \| \| \| \| \| \| \| \| \| \| 1948. \| 3.701 \| \| \| 1953. \| 4.513 \| \| \| 1961. \| 6.969 \| \| \| 1971. \| 11.164 \| \| \| 1981. \| 12.720 \| \| \| 1991. \| 12.267 \| 11.957 \| \| 2003. \| 12.651 \| 11.776 \| \| 2011. \| \| 11.073 \| \| \| \| \| |            |
| Демографија | |            |
| Година      | Становника | Становника |
|             | |            |
|             | |            |
|             | |            |
|             | |            |
| 1948.       | 3.701 |            |
| 1953.       | 4.513 |            |
| 1961.       | 6.969 |            |
| 1971.       | 11.164 |            |
| 1981.       | 12.720 |            |
| 1991.       | 12.267 | 11.957     |
| 2003.       | 12.651 | 11.776     |
| 2011.       | | 11.073     |
|             | |            |

| Етнички састав према попису из 2011.‍ | Етнички састав према попису из 2011.‍ | Етнички састав према попису из 2011.‍ | Етнички састав према попису из 2011.‍ | Етнички састав према попису из 2011.‍ |
| ------------------------------------ | ------------------------------------ | ------------------------------------ | ------------------------------------ | ------------------------------------ |
|                                      |                                      |                                      |                                      |                                      |
| Срби                                 | Срби                                 |                                      | 4.779                                | 43,16%                               |
| Црногорци                            | Црногорци                            |                                      | 3.476                                | 31,39%                               |
| Бошњаци                              | Бошњаци                              |                                      | 1.095                                | 9,88%                                |
| Муслимани                            | Муслимани                            |                                      | 977                                  | 8,82%                                |
| Срби-Црногорци                       | Срби-Црногорци                       |                                      | 76                                   | 0,68%                                |
| Албанци                              | Албанци                              |                                      | 45                                   | 0,40%                                |
| Бошњаци-Муслимани                    | Бошњаци-Муслимани                    |                                      | 27                                   | 0,24%                                |
| Црногорци-Срби                       | Црногорци-Срби                       |                                      | 23                                   | 0,20%                                |
| Хрвати                               | Хрвати                               |                                      | 22                                   | 0,20%                                |
| Црногорци-Муслимани                  | Црногорци-Муслимани                  |                                      | 21                                   | 0,19%                                |
| Муслимани-Црногорци                  | Муслимани-Црногорци                  |                                      | 16                                   | 0,14%                                |
| Југословени                          | Југословени                          |                                      | 15                                   | 0,13%                                |
| Македонци                            | Македонци                            |                                      | 15                                   | 0,13%                                |
| Горанци                              | Горанци                              |                                      | 11                                   | 0,10%                                |
| Муслимани-Бошњаци                    | Муслимани-Бошњаци                    |                                      | 11                                   | 0,10%                                |
| Роми                                 | Роми                                 |                                      | 10                                   | 0,09%                                |
| Остали                               | Остали                               |                                      | 39                                   | 0,35%                                |
| Неизјашњени                          | Неизјашњени                          |                                      | 400                                  | 3,61%                                |
| укупно: 11.073                       |                                      |                                      |                                      |                                      |

| \| \| м \| \| \| ж \| \| ? \| 29 \| \| \| 43 \| \| 80+ \| 42 \| \| \| 90 \| \| 75—79 \| 93 \| \| \| 144 \| \| 70—74 \| 167 \| \| \| 240 \| \| 65—69 \| 243 \| \| \| 295 \| \| 60—64 \| 227 \| \| \| 318 \| \| 55—59 \| 207 \| \| \| 261 \| \| 50—54 \| 345 \| \| \| 373 \| \| 45—49 \| 436 \| \| \| 386 \| \| 40—44 \| 452 \| \| \| 449 \| \| 35—39 \| 406 \| \| \| 431 \| \| 30—34 \| 383 \| \| \| 417 \| \| 25—29 \| 367 \| \| \| 460 \| \| 20—24 \| 471 \| \| \| 474 \| \| 15—19 \| 483 \| \| \| 460 \| \| 10—14 \| 456 \| \| \| 417 \| \| 5—9 \| 474 \| \| \| 411 \| \| 0—4 \| 423 \| \| \| 403 \| \| Просек : \| 417 \| \| \| 104 \| |     |  |  |     |
| |     |  |  |     |
| | м   |  |  | ж   |
| ? | 29  |  |  | 43  |
| 80+ | 42  |  |  | 90  |
| 75—79 | 93  |  |  | 144 |
| 70—74 | 167 |  |  | 240 |
| 65—69 | 243 |  |  | 295 |
| 60—64 | 227 |  |  | 318 |
| 55—59 | 207 |  |  | 261 |
| 50—54 | 345 |  |  | 373 |
| 45—49 | 436 |  |  | 386 |
| 40—44 | 452 |  |  | 449 |
| 35—39 | 406 |  |  | 431 |
| 30—34 | 383 |  |  | 417 |
| 25—29 | 367 |  |  | 460 |
| 20—24 | 471 |  |  | 474 |
| 15—19 | 483 |  |  | 460 |
| 10—14 | 456 |  |  | 417 |
| 5—9 | 474 |  |  | 411 |
| 0—4 | 423 |  |  | 403 |
| Просек : | 417 |  |  | 104 |

| Број домаћинстава према пописима из периода 1948—2003. | Број домаћинстава према пописима из периода 1948—2003. | Број домаћинстава према пописима из периода 1948—2003. | Број домаћинстава према пописима из периода 1948—2003. | Број домаћинстава према пописима из периода 1948—2003. | Број домаћинстава према пописима из периода 1948—2003. | Број домаћинстава према пописима из периода 1948—2003. | Број домаћинстава према пописима из периода 1948—2003. |
| Година пописа                                          | 1948.                                                  | 1953.                                                  | 1961.                                                  | 1971.                                                  | 1981.                                                  | 1991.                                                  | 2003.                                                  |
| ------------------------------------------------------ | ------------------------------------------------------ | ------------------------------------------------------ | ------------------------------------------------------ | ------------------------------------------------------ | ------------------------------------------------------ | ------------------------------------------------------ | ------------------------------------------------------ |
| Број домаћинстава                                      | 1.001                                                  | 1.125                                                  | 1.646                                                  | 2.640                                                  | 2.965                                                  | 3.179                                                  | 3.437                                                  |

| Број домаћинстава по броју чланова према попису из 2003. | Број домаћинстава по броју чланова према попису из 2003. | Број домаћинстава по броју чланова према попису из 2003. | Број домаћинстава по броју чланова према попису из 2003. | Број домаћинстава по броју чланова према попису из 2003. | Број домаћинстава по броју чланова према попису из 2003. | Број домаћинстава по броју чланова према попису из 2003. | Број домаћинстава по броју чланова према попису из 2003. | Број домаћинстава по броју чланова према попису из 2003. | Број домаћинстава по броју чланова према попису из 2003. | Број домаћинстава по броју чланова према попису из 2003. | Број домаћинстава по броју чланова према попису из 2003. |
| Број чланова                                             | 1                                                        | 2                                                        | 3                                                        | 4                                                        | 5                                                        | 6                                                        | 7                                                        | 8                                                        | 9                                                        | 10 и више                                                | Просек                                                   |
| -------------------------------------------------------- | -------------------------------------------------------- | -------------------------------------------------------- | -------------------------------------------------------- | -------------------------------------------------------- | -------------------------------------------------------- | -------------------------------------------------------- | -------------------------------------------------------- | -------------------------------------------------------- | -------------------------------------------------------- | -------------------------------------------------------- | -------------------------------------------------------- |
| Број домаћинстава                                        | 3.330                                                    | 488                                                      | 583                                                      | 556                                                      | 773                                                      | 532                                                      | 226                                                      | 104                                                      | 39                                                       | 11                                                       | 18                                                       |

| Пол    | Укупно | Неожењен/Неудата | Ожењен/Удата | Удовац/Удовица | Разведен/Разведена | Непознато |
| ------ | ------ | ---------------- | ------------ | -------------- | ------------------ | --------- |
| Мушки  | 4.351  | 1.428            | 2.525        | 127            | 103                | 168       |
| Женски | 4.841  | 1.236            | 2.517        | 710            | 228                | 150       |
| УКУПНО | 9.192  | 2.664            | 5.042        | 837            | 331                | 318       |

| Пол    | Укупно                    | Пољопривреда, лов и шумарство | Рибарство                            | Вађење руде и камена | Прерађивачка индустрија       |
| ------ | ------------------------- | ----------------------------- | ------------------------------------ | -------------------- | ----------------------------- |
| Мушки  | 1.656                     | 24                            | 0                                    | 25                   | 231                           |
| Женски | 1.302                     | 9                             | 0                                    | 5                    | 126                           |
| Укупно | 2.958                     | 33                            | 0                                    | 30                   | 357                           |
|        |                           |                               |                                      |                      |                               |
| Пол    | Производња и снабдевање   | Грађевинарство                | Трговина                             | Хотели и ресторани   | Саобраћај, складиштење и везе |
| Мушки  | 47                        | 53                            | 241                                  | 75                   | 175                           |
| Женски | 19                        | 11                            | 202                                  | 56                   | 33                            |
| Укупно | 66                        | 64                            | 443                                  | 131                  | 208                           |
|        |                           |                               |                                      |                      |                               |
| Пол    | Финансијско посредовање   | Некретнине                    | Државна управа и одбрана             | Образовање           | Здравствени и социјални рад   |
| Мушки  | 27                        | 20                            | 310                                  | 114                  | 96                            |
| Женски | 34                        | 25                            | 131                                  | 261                  | 249                           |
| Укупно | 61                        | 45                            | 441                                  | 375                  | 345                           |
|        |                           |                               |                                      |                      |                               |
| Пол    | Остале услужне активности | Приватна домаћинства          | Екстериторијалне организације и тела | Непознато            | Непознато                     |
| Мушки  | 111                       | 0                             | 0                                    | 107                  | 107                           |
| Женски | 59                        | 0                             | 0                                    | 82                   | 82                            |
| Укупно | 170                       | 0                             | 0                                    | 189                  | 189                           |

## Привреда
Беране са својом општином је једно од најсиромашнијих мјеста у Pепублици Црној Гори. Индустријска производња је веома мала јер су многа предузећа током '90-их година XX вијека престала с радом. У ранијем периоду многа пољопривредна домаћинства су пресељена са села у град због тзв. индустријализације, тако да је пољопривреда замрла, село запостављено а индустрија угашена тако да већина становника тешко живи. У последње вријеме отворено је много приватних предузећа, углавном на бази трговине и угоститељства. Производних је веома мало. У тим предузећима запошљавају се углавном на црно, те немају неки друштвени значај.

## Култура
Развоју културе у овом крају, све до новијих времена, основни печат давала је Српска православна црква, односно овдашњи манастири: Шудикова, Ђурђеви Ступови и други као носиоци укупне духовности у српском народу. Ту улогу касније, у извесној мјери, преузимају школе и институције којима је култура основна дјелатност. Посебну улогу у томе имала је Беранска гимназија, основана 1913. године, из чијих клупа изашао је велики број истакнутих културних посленика и научника. Међу њима су писци: Михаило Лалић, Душан Костић, Радован Зоговић, Влајко Ћулафић, као и сликари:Јован Зоњић, Мишо Поповић и Александар Рафајловић. Од институција, које се баве културом у Беранама, данас, постоје Центар за културу (са библиотеком) и Полимски музеј, са веома богатом збирком драгоцјених експоната, а обновљена и културном дјеловању намијењена кућа Војводе Гавра Вуковића.
У општини Беране постоји тринаест основних школа и Нижа музичка школа. Беране има и четири средње школе: Гимназија „Панто Малишић“, Средња медицинска школа „Др Бранко Зоговић“, Средњошколски центар „Вукадин Вукадиновић“ и Средња стручна школа (раније Електротехничка школа). Беране је постало и центар високог образовања од 2005. године и отварања Високе медицинске школе, а тренутно у граду постоји и Учитељски факултет (одсјек Филозофског факултета у Никшићу), Факултет за менаџмент у саобраћају и комуникацијама и Одсјек за примијењено рачунарство (Електротехничког факултета у Подгорици). У Беранама не постоји ни једна специјализована, научна установа или институција, али упркос тој чињеници, одатле потиче велики број истакнутих научника у различитим научним областима, академика и универзитетских професора. Изузетне доприносе дали су, између осталих, хемичар Вукић Мићовић, бактериолог Милутин Ђуришић, географ Милисав Лутовац, историчар Миомир Дашић, физичар Вукота Бабовић и слависта Милосав Бабовић.
Беране има солидне услове за развој спорта. Градски стадион у Беранама је са капацитетом од 11 000 места други по величини стадион у Црној Гори, а издваја се и атлетском стазом. Најуспјешнији спортски колективи у Беранама су РК Беране (прваци Црне Горе 2007/08), СТК Будим, боксерски клубови Баћо Кинг и Раднички, ФК Беране, атлетски клуб и др. Најпознатији спортисти из Берана су бивши голман репрезентације Србије и Црне Горе Драгослав Јеврић, фудбалер Стефан Бабовић, рукометашице Маја Савић (некада најбоље лијево крило свијета) и Аида Селмановић.

## Партнерски градови
Беране је побратимљено са следећим градовима:
- Врњачка Бања, Србија
- Ћили, Турска
- Диделанж, Луксембург
- Завидовићи, Босна и Херцеговина
- Караисали, Турска
- Кострома, Русија
- Пећ, Србија
- Старо Нагоричане, Северна Македонија
- Суботица, Србија
- Терамо, Италија
- Чукарица, Београд; Србија

## Познате личности
- Дејан Чукић, дански глумац, режисер и сценариста
- Љубомир Бандовић, српски глумац
- Звонимир Лепетић, југословенски и хрватски глумац
- Драгослав Јеврић, југословенски и српски фудбалски голман
- Стефан Бабовић, српски фудбалер
- Иван Ђурковић, црногорски рукометаш
- Соња Барјактаровић, црногорска рукометна голманка, освајачица сребрне медаље на Олимпијским играма (2012) и златне медаље на Европском првенству (2012)
- Милоња Ђукић, југословенски и српски фудбалер
- Игор Вушуровић, југословенски и црногорски одбојкаш, освајач златних медаља на Олимпијским играма (2000) и Европском првенству (2001)
- Мијајло Марсенић, српски рукометаш
- Маја Савић, југословенска и црногорска рукометашица, сребрна медаља на Олимпијским играма (2012), освајач три Лиге Шампиона
- Зоран Бојовић, југословенски фудбалер
- Владан Савић, црногорски фудбалер
- Драган Поповић, југословенски, канадски и амерички фудбалер и фудбалски тренер
- Александар Шћекић, црногорски фудбалер
- Немања Шћекић, црногорски фудбалски голман
- Синиша Добрашиновић, југословенски, црногорски и кипарски фудбалер и фудбалски тренер
- Елсад Зверотић, швајцарски и црногорски фудбалер
- Јевстатије I, српски православни архиепископ, светац у Српској Православној Цркви
- Жарко Обрадовић, југословенски и српски политичар и професор
- Момчило Цемовић, југословенски и црногорски политичар и економиста, предсједник Извршног вијећа Социјалистичке Републике Црне Горе (1978-1982)
- Фахрудин Радончић, босанскохерцеговачки политичар, предузетник и новинар, Министар Сигурности Босне и Херцеговине (2012-2014)
- Селмо Цикотић, босанскохерцеговачки политичар и политиколог, осуђен за ратне злочине према заробљеним припадницима Хрватског Вијећа Одбране 1993.године
- Миомир Дашић, црногорски историчар и академик
- Дивна Вековић, прва школована зубарка у Црној Гори, докторка књижевности, прва преводитељка Горског вијенца на француски језик, ауторка француско-српског рјечника, ветеранка Солунског фронта, симпатизерка четничког покрета
- Јадранка Барјактаровић, црногорска и српска пјевачица поп-фолк музике
- Ивана Булатовић, прва црногорска скијашица која је учествовала на Зимским Олимпијским играма (2014)
- Маријета Мојашевић, црногорска активисткиња за права особа с инвалидитетом, налази се на списку 100 најутицајнијих жена на свијету према BBC-у